# 1935 في أستراليا
فيما يلي قوائم الأحداث التي وقعت خلال عام 1935 في أستراليا.

## سياسة

### تعيين في المنصب
- 17 أغسطس – هارولد هولت عضو مجلس النواب الأسترالي.

## مواليد

### فبراير
- 5 فبراير – جاك فيندلي متسابق دراجات نارية أسترالي.

### مارس
- 1 مارس – راي فونل
- 3 مارس – مال أندرسون لاعب كرة مضرب أسترالي.[1]
- 5 مارس – فيليب تشابمان رائد فضاء أمريكي.
- 21 مارس – توماس شابكوت شاعر أسترالي.[2]

### مايو
- 25 مايو – فيكتوريا شو ممثلة أسترالية.[3]

### أغسطس
- 1 أغسطس – جون فريزر لاعب كرة مضرب أسترالي.

### ديسمبر
- 13 ديسمبر – إيان هيج دبلوماسي أسترالي.

## وفيات

### نوفمبر
- 8 نوفمبر – تشارلز إدوارد كينغسفورد (مواليد 1897) طيار أسترالي.[4]